# Frantz Gilles
Frantz Gilles (sinh ngày 1 tháng 11 năm 1977) là một cầu thủ bóng đá người Haiti, hiện tại thi đấu ở vị trí hậu vệ cho Cavaly AS ở Ligue Haïtienne.

## Sự nghiệp câu lạc bộ
Gilles dành gần như toàn bộ sự nghiệp tại câu lạc bộ quê nhà Cavaly, với một thời gian ngắn đá cho Zénith FC ở Cap-Haïtien.

## Sự nghiệp quốc tế
Là câu thủ gắn bó với đội tuyển quốc gia hơn 10 years, Gilles có màn ra mắt cho Haiti vào tháng 6 năm 1999 trong trận giao hữu trước Trinidad và Tobago. Anh là thành viên của Haiti tại Cúp Vàng năm 2002 và 2007  và anh thi đấu 12 trận trong vòng loại Giải vô địch bóng đá thế giới năm 2000 và 2004.

## Danh hiệu
- Cúp bóng đá Caribe (1): 2007